# Пригоди «Посейдона» (фільм, 2005)
Пригоди «Посейдона» (англ. The Poseidon Adventure) — американський телевізійний фільм-катастрофа 2005 року.

## Сюжет
Круїзний корабель «Посейдон» подорожує із двома з половиною тисячами пасажирів на борту. На кораблі сховався терорист, який має намір підірвати його. Дізнавшись про небезпеку, капітан спрямовує лайнер до найближчого порту. Але через кілька хвилин після настання нового року на борту корабля лунає вибух і він перекидається після чого починає повільно занурюватися в океан. Люди, які залишилися в живих, повинні пройти вгору до днища «Посейдона», щоб вибратися назовні.

## У ролях
| Актор               | Роль                  |
| ------------------- | --------------------- |
| Адам Болдвін        | Майк Рого             |
| Рутгер Гауер        | єпископ Август Шмідт  |
| Стів Гуттенберг     | Річард Кларк          |
| Брайан Браун        | Джеффрі Ерік Андерсон |
| Сі Томас Хауелл     | доктор Баллард        |
| Пітер Веллер        | капітан Пол Галліко   |
| Алекс Кінгстон      | Сюзанна Гаррісон      |
| Алекса Гамільтон    | Рейчел Кларк          |
| Клів Мантл          | Джеймс Мартін         |
| Сільвія Сімс        | Белль Розен           |
| Ембер Сейнсбурі     | Шелбі Кларк           |
| Рорі Копус          | Ділан Кларк           |
| Джеффрі Пірсон      | адмірал Дженнінгс     |
| Пітер Добсон        | агент Персі           |
| Наталі Болтт        | Шошанна               |
| Тінарі Ван Вік-Лутс | Емі Бехер-Андерсон    |
| Пітер Батлер        | Бадаві                |
| Метт Ріппі          | лейтенант Мерсер      |
| Ендрю Брент         | Рональд Акко          |
| Рассел Савадьє      | Лео Мандебах          |